# Флавий Урс
Флавий Урс (на латински: Flavius Ursus) е политик и генерал на Римската империя през 4 век.
През 338 г. Урс е консул заедно с Флавий Полемий.